# Spiel ohne Grenzen 1973
Bei der 9. Ausgabe von Spiel ohne Grenzen spielten wieder dieselben Länder wie in den Jahren davor mit. Jedes Land hatte einmal Gastrecht. Das Finale fand am 12. September 1973 in Paris statt.

## 1. RundeSenigallia, Italien
| Platz | Land | Stadt          | Punkte | Bemerkung |
| ----- | ---- | -------------- | ------ | --- |
| 1     | NL   | Raalte         | 43     | Die erste Runde wurde am 6. Juni 1973 im italienischen Senigallia gespielt, am Strand La Spiaggia di Velluto. Das Thema war in 80 Tagen um die Welt. Alzey hat sich, in der deutschen Ausscheidung am 29. April 1973, daheim gegen Heppenheim an der Bergstraße mit 13:9 durchgesetzt. Im internationalen Vergleich hat Alzey nur den zweitletzten Platz erreicht. Das Team aus den Niederlanden hatte den ersten Wettbewerb des Jahres 1973 gewonnen. Die Italiener führten zwar immer, aber bei den letzten beiden Spielen sammelten sie nur 4 Punkte. Beim 2. Spiel gab es keinen Sieger. Alle Mannschaften konnte einen Treffer landen und alle erhielten nur einen Punkt, nur die Briten erhielten 2, weil sie ihren Joker einsetzten. Die war das einzige Mal bei einem Spiel sowas passiert ist. |
| 2     | I    | Senigallia     | 37     | Die erste Runde wurde am 6. Juni 1973 im italienischen Senigallia gespielt, am Strand La Spiaggia di Velluto. Das Thema war in 80 Tagen um die Welt. Alzey hat sich, in der deutschen Ausscheidung am 29. April 1973, daheim gegen Heppenheim an der Bergstraße mit 13:9 durchgesetzt. Im internationalen Vergleich hat Alzey nur den zweitletzten Platz erreicht. Das Team aus den Niederlanden hatte den ersten Wettbewerb des Jahres 1973 gewonnen. Die Italiener führten zwar immer, aber bei den letzten beiden Spielen sammelten sie nur 4 Punkte. Beim 2. Spiel gab es keinen Sieger. Alle Mannschaften konnte einen Treffer landen und alle erhielten nur einen Punkt, nur die Briten erhielten 2, weil sie ihren Joker einsetzten. Die war das einzige Mal bei einem Spiel sowas passiert ist. |
| 3     | CH   | Fontainemelon  | 36     | Die erste Runde wurde am 6. Juni 1973 im italienischen Senigallia gespielt, am Strand La Spiaggia di Velluto. Das Thema war in 80 Tagen um die Welt. Alzey hat sich, in der deutschen Ausscheidung am 29. April 1973, daheim gegen Heppenheim an der Bergstraße mit 13:9 durchgesetzt. Im internationalen Vergleich hat Alzey nur den zweitletzten Platz erreicht. Das Team aus den Niederlanden hatte den ersten Wettbewerb des Jahres 1973 gewonnen. Die Italiener führten zwar immer, aber bei den letzten beiden Spielen sammelten sie nur 4 Punkte. Beim 2. Spiel gab es keinen Sieger. Alle Mannschaften konnte einen Treffer landen und alle erhielten nur einen Punkt, nur die Briten erhielten 2, weil sie ihren Joker einsetzten. Die war das einzige Mal bei einem Spiel sowas passiert ist. |
| 4     | GB   | Bicester       | 31     | Die erste Runde wurde am 6. Juni 1973 im italienischen Senigallia gespielt, am Strand La Spiaggia di Velluto. Das Thema war in 80 Tagen um die Welt. Alzey hat sich, in der deutschen Ausscheidung am 29. April 1973, daheim gegen Heppenheim an der Bergstraße mit 13:9 durchgesetzt. Im internationalen Vergleich hat Alzey nur den zweitletzten Platz erreicht. Das Team aus den Niederlanden hatte den ersten Wettbewerb des Jahres 1973 gewonnen. Die Italiener führten zwar immer, aber bei den letzten beiden Spielen sammelten sie nur 4 Punkte. Beim 2. Spiel gab es keinen Sieger. Alle Mannschaften konnte einen Treffer landen und alle erhielten nur einen Punkt, nur die Briten erhielten 2, weil sie ihren Joker einsetzten. Die war das einzige Mal bei einem Spiel sowas passiert ist. |
| 5     | B    | Seraing        | 29     | Die erste Runde wurde am 6. Juni 1973 im italienischen Senigallia gespielt, am Strand La Spiaggia di Velluto. Das Thema war in 80 Tagen um die Welt. Alzey hat sich, in der deutschen Ausscheidung am 29. April 1973, daheim gegen Heppenheim an der Bergstraße mit 13:9 durchgesetzt. Im internationalen Vergleich hat Alzey nur den zweitletzten Platz erreicht. Das Team aus den Niederlanden hatte den ersten Wettbewerb des Jahres 1973 gewonnen. Die Italiener führten zwar immer, aber bei den letzten beiden Spielen sammelten sie nur 4 Punkte. Beim 2. Spiel gab es keinen Sieger. Alle Mannschaften konnte einen Treffer landen und alle erhielten nur einen Punkt, nur die Briten erhielten 2, weil sie ihren Joker einsetzten. Die war das einzige Mal bei einem Spiel sowas passiert ist. |
| 6     | D    | Alzey          | 26     | Die erste Runde wurde am 6. Juni 1973 im italienischen Senigallia gespielt, am Strand La Spiaggia di Velluto. Das Thema war in 80 Tagen um die Welt. Alzey hat sich, in der deutschen Ausscheidung am 29. April 1973, daheim gegen Heppenheim an der Bergstraße mit 13:9 durchgesetzt. Im internationalen Vergleich hat Alzey nur den zweitletzten Platz erreicht. Das Team aus den Niederlanden hatte den ersten Wettbewerb des Jahres 1973 gewonnen. Die Italiener führten zwar immer, aber bei den letzten beiden Spielen sammelten sie nur 4 Punkte. Beim 2. Spiel gab es keinen Sieger. Alle Mannschaften konnte einen Treffer landen und alle erhielten nur einen Punkt, nur die Briten erhielten 2, weil sie ihren Joker einsetzten. Die war das einzige Mal bei einem Spiel sowas passiert ist. |
| 7     | F    | Moëlan-sur-Mer | 23     | Die erste Runde wurde am 6. Juni 1973 im italienischen Senigallia gespielt, am Strand La Spiaggia di Velluto. Das Thema war in 80 Tagen um die Welt. Alzey hat sich, in der deutschen Ausscheidung am 29. April 1973, daheim gegen Heppenheim an der Bergstraße mit 13:9 durchgesetzt. Im internationalen Vergleich hat Alzey nur den zweitletzten Platz erreicht. Das Team aus den Niederlanden hatte den ersten Wettbewerb des Jahres 1973 gewonnen. Die Italiener führten zwar immer, aber bei den letzten beiden Spielen sammelten sie nur 4 Punkte. Beim 2. Spiel gab es keinen Sieger. Alle Mannschaften konnte einen Treffer landen und alle erhielten nur einen Punkt, nur die Briten erhielten 2, weil sie ihren Joker einsetzten. Die war das einzige Mal bei einem Spiel sowas passiert ist. |

## 2. RundeBellinzona, Schweiz
| Platz | Land | Stadt               | Punkte | Bemerkung |
| ----- | ---- | ------------------- | ------ | --- |
| 1     | NL   | Hoogeveen           | 45     | Die zweite Runde wurde am 20. Juni 1973 an drei verschiedenen Plätzen in Altstadt von Bellinzona ausgetragen. Das Them waren die Markthänder des Mittelalters. Ansbach hat die deutsche Qualifikation für die internationale Spielrunde am 22. April 1973 gegen Gaggenau erreicht. Sie gewannen auswärts mit 14:10. Beim internationalen Vergleich reichte es zu einem 4. Platz. Den Sieg holten sich wieder die Holländer knapp vor den Briten. Bellinzona war nach 1968 zum zweiten Mal dabei. Wieder wurden sie nur Zweitletzter. |
| 2     | GB   | Manchester          | 44     | Die zweite Runde wurde am 20. Juni 1973 an drei verschiedenen Plätzen in Altstadt von Bellinzona ausgetragen. Das Them waren die Markthänder des Mittelalters. Ansbach hat die deutsche Qualifikation für die internationale Spielrunde am 22. April 1973 gegen Gaggenau erreicht. Sie gewannen auswärts mit 14:10. Beim internationalen Vergleich reichte es zu einem 4. Platz. Den Sieg holten sich wieder die Holländer knapp vor den Briten. Bellinzona war nach 1968 zum zweiten Mal dabei. Wieder wurden sie nur Zweitletzter. |
| 3     | B    | Herentals           | 35     | Die zweite Runde wurde am 20. Juni 1973 an drei verschiedenen Plätzen in Altstadt von Bellinzona ausgetragen. Das Them waren die Markthänder des Mittelalters. Ansbach hat die deutsche Qualifikation für die internationale Spielrunde am 22. April 1973 gegen Gaggenau erreicht. Sie gewannen auswärts mit 14:10. Beim internationalen Vergleich reichte es zu einem 4. Platz. Den Sieg holten sich wieder die Holländer knapp vor den Briten. Bellinzona war nach 1968 zum zweiten Mal dabei. Wieder wurden sie nur Zweitletzter. |
| 4     | D    | Ansbach             | 32     | Die zweite Runde wurde am 20. Juni 1973 an drei verschiedenen Plätzen in Altstadt von Bellinzona ausgetragen. Das Them waren die Markthänder des Mittelalters. Ansbach hat die deutsche Qualifikation für die internationale Spielrunde am 22. April 1973 gegen Gaggenau erreicht. Sie gewannen auswärts mit 14:10. Beim internationalen Vergleich reichte es zu einem 4. Platz. Den Sieg holten sich wieder die Holländer knapp vor den Briten. Bellinzona war nach 1968 zum zweiten Mal dabei. Wieder wurden sie nur Zweitletzter. |
| 5     | I    | Matera              | 31     | Die zweite Runde wurde am 20. Juni 1973 an drei verschiedenen Plätzen in Altstadt von Bellinzona ausgetragen. Das Them waren die Markthänder des Mittelalters. Ansbach hat die deutsche Qualifikation für die internationale Spielrunde am 22. April 1973 gegen Gaggenau erreicht. Sie gewannen auswärts mit 14:10. Beim internationalen Vergleich reichte es zu einem 4. Platz. Den Sieg holten sich wieder die Holländer knapp vor den Briten. Bellinzona war nach 1968 zum zweiten Mal dabei. Wieder wurden sie nur Zweitletzter. |
| 6     | CH   | Bellinzona          | 28     | Die zweite Runde wurde am 20. Juni 1973 an drei verschiedenen Plätzen in Altstadt von Bellinzona ausgetragen. Das Them waren die Markthänder des Mittelalters. Ansbach hat die deutsche Qualifikation für die internationale Spielrunde am 22. April 1973 gegen Gaggenau erreicht. Sie gewannen auswärts mit 14:10. Beim internationalen Vergleich reichte es zu einem 4. Platz. Den Sieg holten sich wieder die Holländer knapp vor den Briten. Bellinzona war nach 1968 zum zweiten Mal dabei. Wieder wurden sie nur Zweitletzter. |
| 7     | F    | Bagnères-de-Bigorre | 23     | Die zweite Runde wurde am 20. Juni 1973 an drei verschiedenen Plätzen in Altstadt von Bellinzona ausgetragen. Das Them waren die Markthänder des Mittelalters. Ansbach hat die deutsche Qualifikation für die internationale Spielrunde am 22. April 1973 gegen Gaggenau erreicht. Sie gewannen auswärts mit 14:10. Beim internationalen Vergleich reichte es zu einem 4. Platz. Den Sieg holten sich wieder die Holländer knapp vor den Briten. Bellinzona war nach 1968 zum zweiten Mal dabei. Wieder wurden sie nur Zweitletzter. |

## 3. RundeChartres, Frankreich
| Platz | Land | Stadt     | Punkte | Bemerkung |
| ----- | ---- | --------- | ------ | --- |
| 1     | B    | Ieper     | 42     | Am 4. Juli 1973 fand in Chartres die nächste Runde statt. Als Thema wählte man die Geschichte der Kathedrale von Chartres, vor dieser Kulisse wurden die Spiele auch ausgetragen. Die belgische Mannschaft konnte in den letzten drei Spielen sehr häufig punkten und den Wettkampf gewinnen. Das deutsche Team aus Hof konnte sich am 6. Mai 1973 auswärts in Bamberg klar mit 18:4 für das internationale Kräftemessen qualifizieren, dort wurde sie aber nur Letzter. Das schafften neben Hof nur noch Rheinbach 1971 und Sobernheim 1978 beim Finale. |
| 2     | F    | Chartres  | 40     | Am 4. Juli 1973 fand in Chartres die nächste Runde statt. Als Thema wählte man die Geschichte der Kathedrale von Chartres, vor dieser Kulisse wurden die Spiele auch ausgetragen. Die belgische Mannschaft konnte in den letzten drei Spielen sehr häufig punkten und den Wettkampf gewinnen. Das deutsche Team aus Hof konnte sich am 6. Mai 1973 auswärts in Bamberg klar mit 18:4 für das internationale Kräftemessen qualifizieren, dort wurde sie aber nur Letzter. Das schafften neben Hof nur noch Rheinbach 1971 und Sobernheim 1978 beim Finale. |
| 3     | CH   | Engelberg | 36     | Am 4. Juli 1973 fand in Chartres die nächste Runde statt. Als Thema wählte man die Geschichte der Kathedrale von Chartres, vor dieser Kulisse wurden die Spiele auch ausgetragen. Die belgische Mannschaft konnte in den letzten drei Spielen sehr häufig punkten und den Wettkampf gewinnen. Das deutsche Team aus Hof konnte sich am 6. Mai 1973 auswärts in Bamberg klar mit 18:4 für das internationale Kräftemessen qualifizieren, dort wurde sie aber nur Letzter. Das schafften neben Hof nur noch Rheinbach 1971 und Sobernheim 1978 beim Finale. |
| 4     | I    | Cantù     | 35     | Am 4. Juli 1973 fand in Chartres die nächste Runde statt. Als Thema wählte man die Geschichte der Kathedrale von Chartres, vor dieser Kulisse wurden die Spiele auch ausgetragen. Die belgische Mannschaft konnte in den letzten drei Spielen sehr häufig punkten und den Wettkampf gewinnen. Das deutsche Team aus Hof konnte sich am 6. Mai 1973 auswärts in Bamberg klar mit 18:4 für das internationale Kräftemessen qualifizieren, dort wurde sie aber nur Letzter. Das schafften neben Hof nur noch Rheinbach 1971 und Sobernheim 1978 beim Finale. |
| 5     | NL   | Zandvoort | 33     | Am 4. Juli 1973 fand in Chartres die nächste Runde statt. Als Thema wählte man die Geschichte der Kathedrale von Chartres, vor dieser Kulisse wurden die Spiele auch ausgetragen. Die belgische Mannschaft konnte in den letzten drei Spielen sehr häufig punkten und den Wettkampf gewinnen. Das deutsche Team aus Hof konnte sich am 6. Mai 1973 auswärts in Bamberg klar mit 18:4 für das internationale Kräftemessen qualifizieren, dort wurde sie aber nur Letzter. Das schafften neben Hof nur noch Rheinbach 1971 und Sobernheim 1978 beim Finale. |
| 6     | GB   | Peebles   | 30     | Am 4. Juli 1973 fand in Chartres die nächste Runde statt. Als Thema wählte man die Geschichte der Kathedrale von Chartres, vor dieser Kulisse wurden die Spiele auch ausgetragen. Die belgische Mannschaft konnte in den letzten drei Spielen sehr häufig punkten und den Wettkampf gewinnen. Das deutsche Team aus Hof konnte sich am 6. Mai 1973 auswärts in Bamberg klar mit 18:4 für das internationale Kräftemessen qualifizieren, dort wurde sie aber nur Letzter. Das schafften neben Hof nur noch Rheinbach 1971 und Sobernheim 1978 beim Finale. |
| 7     | D    | Hof       | 29     | Am 4. Juli 1973 fand in Chartres die nächste Runde statt. Als Thema wählte man die Geschichte der Kathedrale von Chartres, vor dieser Kulisse wurden die Spiele auch ausgetragen. Die belgische Mannschaft konnte in den letzten drei Spielen sehr häufig punkten und den Wettkampf gewinnen. Das deutsche Team aus Hof konnte sich am 6. Mai 1973 auswärts in Bamberg klar mit 18:4 für das internationale Kräftemessen qualifizieren, dort wurde sie aber nur Letzter. Das schafften neben Hof nur noch Rheinbach 1971 und Sobernheim 1978 beim Finale. |

## 4. RundeArnhem, Niederlande
| Platz | Land | Stadt                   | Punkte | Bemerkung |
| ----- | ---- | ----------------------- | ------ | --- |
| 1     | GB   | Ely                     | 41     | Am 18. Juli 1973 fand in Arnhem die 4. Runde statt. Das Thema in dieser Runde war Urlaub und wurde auf dem Markt ausgetragen. Meinerzhagen konnte am 13. Mai 1973 den deutschen Qualifikations-Wettbewerb gegen Goch mit 18:4 klar für sich entscheiden. Im europäischen Vergleich wurden sie punktgleich mit Châtillon aus der Schweiz Zweiter, hinter dem Sieger Ely. Châtillon war mit ihren nur 350 Einwohnern die kleinste Gemeinde die je bei Spiel ohne Grenzen mitgemacht hat. Und sie haben sich auch für das Finale qualifiziert. |
|       | CH   | Châtillon               | 38     | Am 18. Juli 1973 fand in Arnhem die 4. Runde statt. Das Thema in dieser Runde war Urlaub und wurde auf dem Markt ausgetragen. Meinerzhagen konnte am 13. Mai 1973 den deutschen Qualifikations-Wettbewerb gegen Goch mit 18:4 klar für sich entscheiden. Im europäischen Vergleich wurden sie punktgleich mit Châtillon aus der Schweiz Zweiter, hinter dem Sieger Ely. Châtillon war mit ihren nur 350 Einwohnern die kleinste Gemeinde die je bei Spiel ohne Grenzen mitgemacht hat. Und sie haben sich auch für das Finale qualifiziert. |
|       | D    | Meinerzhagen            | 38     | Am 18. Juli 1973 fand in Arnhem die 4. Runde statt. Das Thema in dieser Runde war Urlaub und wurde auf dem Markt ausgetragen. Meinerzhagen konnte am 13. Mai 1973 den deutschen Qualifikations-Wettbewerb gegen Goch mit 18:4 klar für sich entscheiden. Im europäischen Vergleich wurden sie punktgleich mit Châtillon aus der Schweiz Zweiter, hinter dem Sieger Ely. Châtillon war mit ihren nur 350 Einwohnern die kleinste Gemeinde die je bei Spiel ohne Grenzen mitgemacht hat. Und sie haben sich auch für das Finale qualifiziert. |
| 4     | NL   | Ten Boer                | 37     | Am 18. Juli 1973 fand in Arnhem die 4. Runde statt. Das Thema in dieser Runde war Urlaub und wurde auf dem Markt ausgetragen. Meinerzhagen konnte am 13. Mai 1973 den deutschen Qualifikations-Wettbewerb gegen Goch mit 18:4 klar für sich entscheiden. Im europäischen Vergleich wurden sie punktgleich mit Châtillon aus der Schweiz Zweiter, hinter dem Sieger Ely. Châtillon war mit ihren nur 350 Einwohnern die kleinste Gemeinde die je bei Spiel ohne Grenzen mitgemacht hat. Und sie haben sich auch für das Finale qualifiziert. |
| 5     | I    | San Vito al Tagliamento | 36     | Am 18. Juli 1973 fand in Arnhem die 4. Runde statt. Das Thema in dieser Runde war Urlaub und wurde auf dem Markt ausgetragen. Meinerzhagen konnte am 13. Mai 1973 den deutschen Qualifikations-Wettbewerb gegen Goch mit 18:4 klar für sich entscheiden. Im europäischen Vergleich wurden sie punktgleich mit Châtillon aus der Schweiz Zweiter, hinter dem Sieger Ely. Châtillon war mit ihren nur 350 Einwohnern die kleinste Gemeinde die je bei Spiel ohne Grenzen mitgemacht hat. Und sie haben sich auch für das Finale qualifiziert. |
| 6     | B    | Arlon                   | 30     | Am 18. Juli 1973 fand in Arnhem die 4. Runde statt. Das Thema in dieser Runde war Urlaub und wurde auf dem Markt ausgetragen. Meinerzhagen konnte am 13. Mai 1973 den deutschen Qualifikations-Wettbewerb gegen Goch mit 18:4 klar für sich entscheiden. Im europäischen Vergleich wurden sie punktgleich mit Châtillon aus der Schweiz Zweiter, hinter dem Sieger Ely. Châtillon war mit ihren nur 350 Einwohnern die kleinste Gemeinde die je bei Spiel ohne Grenzen mitgemacht hat. Und sie haben sich auch für das Finale qualifiziert. |
| 7     | F    | Guingamp                | 28     | Am 18. Juli 1973 fand in Arnhem die 4. Runde statt. Das Thema in dieser Runde war Urlaub und wurde auf dem Markt ausgetragen. Meinerzhagen konnte am 13. Mai 1973 den deutschen Qualifikations-Wettbewerb gegen Goch mit 18:4 klar für sich entscheiden. Im europäischen Vergleich wurden sie punktgleich mit Châtillon aus der Schweiz Zweiter, hinter dem Sieger Ely. Châtillon war mit ihren nur 350 Einwohnern die kleinste Gemeinde die je bei Spiel ohne Grenzen mitgemacht hat. Und sie haben sich auch für das Finale qualifiziert. |

## 5. RundeBristol, Großbritannien
| Platz | Land | Stadt               | Punkte | Bemerkung |
| ----- | ---- | ------------------- | ------ | --- |
| 1     | D    | Marburg an der Lahn | 47     | Am 1. August 1973 war Bristol der Gastgeber. Gespielt wurde auf dem Durdham Down zum Thema Mittelalterliches Leben. Der deutsche Vertreter Marburg hatte sich am 27. Mai 1973 gegen Pfullingen mit 20:4 klar durchgesetzt. Den internationalen Vergleich gewannen sie auch klar vor den Briten und Franzosen. Von der ersten Runde an lagen die Marburger auf Platz 1 und konnten vor dem letzten Spiel nicht mehr eingeholt werden. Sie gewannen insgesamt 5 Spielrunden. |
| 2     | F    | Cognac              | 38     | Am 1. August 1973 war Bristol der Gastgeber. Gespielt wurde auf dem Durdham Down zum Thema Mittelalterliches Leben. Der deutsche Vertreter Marburg hatte sich am 27. Mai 1973 gegen Pfullingen mit 20:4 klar durchgesetzt. Den internationalen Vergleich gewannen sie auch klar vor den Briten und Franzosen. Von der ersten Runde an lagen die Marburger auf Platz 1 und konnten vor dem letzten Spiel nicht mehr eingeholt werden. Sie gewannen insgesamt 5 Spielrunden. |
| 3     | GB   | Blyth               | 37     | Am 1. August 1973 war Bristol der Gastgeber. Gespielt wurde auf dem Durdham Down zum Thema Mittelalterliches Leben. Der deutsche Vertreter Marburg hatte sich am 27. Mai 1973 gegen Pfullingen mit 20:4 klar durchgesetzt. Den internationalen Vergleich gewannen sie auch klar vor den Briten und Franzosen. Von der ersten Runde an lagen die Marburger auf Platz 1 und konnten vor dem letzten Spiel nicht mehr eingeholt werden. Sie gewannen insgesamt 5 Spielrunden. |
| 4     | B    | Koekelberg          | 33     | Am 1. August 1973 war Bristol der Gastgeber. Gespielt wurde auf dem Durdham Down zum Thema Mittelalterliches Leben. Der deutsche Vertreter Marburg hatte sich am 27. Mai 1973 gegen Pfullingen mit 20:4 klar durchgesetzt. Den internationalen Vergleich gewannen sie auch klar vor den Briten und Franzosen. Von der ersten Runde an lagen die Marburger auf Platz 1 und konnten vor dem letzten Spiel nicht mehr eingeholt werden. Sie gewannen insgesamt 5 Spielrunden. |
| 5     | CH   | Sargans             | 29     | Am 1. August 1973 war Bristol der Gastgeber. Gespielt wurde auf dem Durdham Down zum Thema Mittelalterliches Leben. Der deutsche Vertreter Marburg hatte sich am 27. Mai 1973 gegen Pfullingen mit 20:4 klar durchgesetzt. Den internationalen Vergleich gewannen sie auch klar vor den Briten und Franzosen. Von der ersten Runde an lagen die Marburger auf Platz 1 und konnten vor dem letzten Spiel nicht mehr eingeholt werden. Sie gewannen insgesamt 5 Spielrunden. |
| 6     | NL   | Kapelle             | 26     | Am 1. August 1973 war Bristol der Gastgeber. Gespielt wurde auf dem Durdham Down zum Thema Mittelalterliches Leben. Der deutsche Vertreter Marburg hatte sich am 27. Mai 1973 gegen Pfullingen mit 20:4 klar durchgesetzt. Den internationalen Vergleich gewannen sie auch klar vor den Briten und Franzosen. Von der ersten Runde an lagen die Marburger auf Platz 1 und konnten vor dem letzten Spiel nicht mehr eingeholt werden. Sie gewannen insgesamt 5 Spielrunden. |
| 7     | I    | Chieri              | 18     | Am 1. August 1973 war Bristol der Gastgeber. Gespielt wurde auf dem Durdham Down zum Thema Mittelalterliches Leben. Der deutsche Vertreter Marburg hatte sich am 27. Mai 1973 gegen Pfullingen mit 20:4 klar durchgesetzt. Den internationalen Vergleich gewannen sie auch klar vor den Briten und Franzosen. Von der ersten Runde an lagen die Marburger auf Platz 1 und konnten vor dem letzten Spiel nicht mehr eingeholt werden. Sie gewannen insgesamt 5 Spielrunden. |

## 6. RundeBlankenberge, Belgien
| Platz | Land | Stadt           | Punkte | Bemerkung |
| ----- | ---- | --------------- | ------ | --- |
| 1     | D    | Werl            | 43     | Am 15. August 1973 war das belgische Blankenberge Gastgeber der vorletzten Runde. Gespielt wurde im Hafengelände zum Thema Strandurlaub um 1900. Werl konnte sich am 20. Mai 1973 die europäische Teilnahme durch einen 16:8-Sieg gegen Stadthagen sichern. Auch Werl hatte vor dem letzten Spiel den Sieg auf sicher. War nur die Frage ob punktgleich mit den Niederländer oder ein Solo Sieg. |
| 2     | NL   | Geleen          | 39     | Am 15. August 1973 war das belgische Blankenberge Gastgeber der vorletzten Runde. Gespielt wurde im Hafengelände zum Thema Strandurlaub um 1900. Werl konnte sich am 20. Mai 1973 die europäische Teilnahme durch einen 16:8-Sieg gegen Stadthagen sichern. Auch Werl hatte vor dem letzten Spiel den Sieg auf sicher. War nur die Frage ob punktgleich mit den Niederländer oder ein Solo Sieg. |
| 3     | B    | Blankenberge    | 38     | Am 15. August 1973 war das belgische Blankenberge Gastgeber der vorletzten Runde. Gespielt wurde im Hafengelände zum Thema Strandurlaub um 1900. Werl konnte sich am 20. Mai 1973 die europäische Teilnahme durch einen 16:8-Sieg gegen Stadthagen sichern. Auch Werl hatte vor dem letzten Spiel den Sieg auf sicher. War nur die Frage ob punktgleich mit den Niederländer oder ein Solo Sieg. |
| 4     | I    | Battipaglia     | 32     | Am 15. August 1973 war das belgische Blankenberge Gastgeber der vorletzten Runde. Gespielt wurde im Hafengelände zum Thema Strandurlaub um 1900. Werl konnte sich am 20. Mai 1973 die europäische Teilnahme durch einen 16:8-Sieg gegen Stadthagen sichern. Auch Werl hatte vor dem letzten Spiel den Sieg auf sicher. War nur die Frage ob punktgleich mit den Niederländer oder ein Solo Sieg. |
| 5     | GB   | Ashington       | 31     | Am 15. August 1973 war das belgische Blankenberge Gastgeber der vorletzten Runde. Gespielt wurde im Hafengelände zum Thema Strandurlaub um 1900. Werl konnte sich am 20. Mai 1973 die europäische Teilnahme durch einen 16:8-Sieg gegen Stadthagen sichern. Auch Werl hatte vor dem letzten Spiel den Sieg auf sicher. War nur die Frage ob punktgleich mit den Niederländer oder ein Solo Sieg. |
|       | CH   | Balerna         | 31     | Am 15. August 1973 war das belgische Blankenberge Gastgeber der vorletzten Runde. Gespielt wurde im Hafengelände zum Thema Strandurlaub um 1900. Werl konnte sich am 20. Mai 1973 die europäische Teilnahme durch einen 16:8-Sieg gegen Stadthagen sichern. Auch Werl hatte vor dem letzten Spiel den Sieg auf sicher. War nur die Frage ob punktgleich mit den Niederländer oder ein Solo Sieg. |
| 7     | F    | Bourg-en-Bresse | 26     | Am 15. August 1973 war das belgische Blankenberge Gastgeber der vorletzten Runde. Gespielt wurde im Hafengelände zum Thema Strandurlaub um 1900. Werl konnte sich am 20. Mai 1973 die europäische Teilnahme durch einen 16:8-Sieg gegen Stadthagen sichern. Auch Werl hatte vor dem letzten Spiel den Sieg auf sicher. War nur die Frage ob punktgleich mit den Niederländer oder ein Solo Sieg. |

## 7. RundeHeiligenhafen, Deutschland
| Platz | Land | Stadt          | Punkte | Bemerkung |
| ----- | ---- | -------------- | ------ | --- |
| 1     | NL   | Heusden-Altena | 47     | Am 29. August 1973 war die siebte und letzte Austragung der Vorrunde in Heiligenhafen zu Gast. Präsentiert von Erhard Keller und Camillo Felgen wurde das Thema die Raue See in den Spielen behandelt und im Hafen der Stadt gespielt. Heiligenhafen konnte sich am 15. April 1973 für das Turnier qualifizieren. Gegen Altenau im Oberharz konnten sie sich klar mit 16:8 durchsetzen. Hier reichte es für einen zweiten Platz. Die Mannschaft aus den Niederlanden hatte schon vor dem letzten Spiel den Sieg auf Sicher. Mit ihren 47 Punkten konnten sie sich auch noch für das Finale qualifizieren. |
| 2     | D    | Heiligenhafen  | 37     | Am 29. August 1973 war die siebte und letzte Austragung der Vorrunde in Heiligenhafen zu Gast. Präsentiert von Erhard Keller und Camillo Felgen wurde das Thema die Raue See in den Spielen behandelt und im Hafen der Stadt gespielt. Heiligenhafen konnte sich am 15. April 1973 für das Turnier qualifizieren. Gegen Altenau im Oberharz konnten sie sich klar mit 16:8 durchsetzen. Hier reichte es für einen zweiten Platz. Die Mannschaft aus den Niederlanden hatte schon vor dem letzten Spiel den Sieg auf Sicher. Mit ihren 47 Punkten konnten sie sich auch noch für das Finale qualifizieren. |
| 3     | F    | Vittel         | 35     | Am 29. August 1973 war die siebte und letzte Austragung der Vorrunde in Heiligenhafen zu Gast. Präsentiert von Erhard Keller und Camillo Felgen wurde das Thema die Raue See in den Spielen behandelt und im Hafen der Stadt gespielt. Heiligenhafen konnte sich am 15. April 1973 für das Turnier qualifizieren. Gegen Altenau im Oberharz konnten sie sich klar mit 16:8 durchsetzen. Hier reichte es für einen zweiten Platz. Die Mannschaft aus den Niederlanden hatte schon vor dem letzten Spiel den Sieg auf Sicher. Mit ihren 47 Punkten konnten sie sich auch noch für das Finale qualifizieren. |
| 4     | CH   | Grenchen       | 33     | Am 29. August 1973 war die siebte und letzte Austragung der Vorrunde in Heiligenhafen zu Gast. Präsentiert von Erhard Keller und Camillo Felgen wurde das Thema die Raue See in den Spielen behandelt und im Hafen der Stadt gespielt. Heiligenhafen konnte sich am 15. April 1973 für das Turnier qualifizieren. Gegen Altenau im Oberharz konnten sie sich klar mit 16:8 durchsetzen. Hier reichte es für einen zweiten Platz. Die Mannschaft aus den Niederlanden hatte schon vor dem letzten Spiel den Sieg auf Sicher. Mit ihren 47 Punkten konnten sie sich auch noch für das Finale qualifizieren. |
|       | GB   | Wells          | 33     | Am 29. August 1973 war die siebte und letzte Austragung der Vorrunde in Heiligenhafen zu Gast. Präsentiert von Erhard Keller und Camillo Felgen wurde das Thema die Raue See in den Spielen behandelt und im Hafen der Stadt gespielt. Heiligenhafen konnte sich am 15. April 1973 für das Turnier qualifizieren. Gegen Altenau im Oberharz konnten sie sich klar mit 16:8 durchsetzen. Hier reichte es für einen zweiten Platz. Die Mannschaft aus den Niederlanden hatte schon vor dem letzten Spiel den Sieg auf Sicher. Mit ihren 47 Punkten konnten sie sich auch noch für das Finale qualifizieren. |
| 6     | I    | Foligno        | 28     | Am 29. August 1973 war die siebte und letzte Austragung der Vorrunde in Heiligenhafen zu Gast. Präsentiert von Erhard Keller und Camillo Felgen wurde das Thema die Raue See in den Spielen behandelt und im Hafen der Stadt gespielt. Heiligenhafen konnte sich am 15. April 1973 für das Turnier qualifizieren. Gegen Altenau im Oberharz konnten sie sich klar mit 16:8 durchsetzen. Hier reichte es für einen zweiten Platz. Die Mannschaft aus den Niederlanden hatte schon vor dem letzten Spiel den Sieg auf Sicher. Mit ihren 47 Punkten konnten sie sich auch noch für das Finale qualifizieren. |
| 7     | B    | Dottignies     | 24     | Am 29. August 1973 war die siebte und letzte Austragung der Vorrunde in Heiligenhafen zu Gast. Präsentiert von Erhard Keller und Camillo Felgen wurde das Thema die Raue See in den Spielen behandelt und im Hafen der Stadt gespielt. Heiligenhafen konnte sich am 15. April 1973 für das Turnier qualifizieren. Gegen Altenau im Oberharz konnten sie sich klar mit 16:8 durchsetzen. Hier reichte es für einen zweiten Platz. Die Mannschaft aus den Niederlanden hatte schon vor dem letzten Spiel den Sieg auf Sicher. Mit ihren 47 Punkten konnten sie sich auch noch für das Finale qualifizieren. |

## Finale
Das Finale fand in Paris, Frankreich, statt. Folgenden Mannschaften haben sich für das Finale qualifiziert:
| Land | Stadt               | Platzierung | Punkte |
| ---- | ------------------- | ----------- | ------ |
| D    | Marburg an der Lahn | 1           | 47     |
| NL   | Heusden-Altena      | 1           | 47     |
| F    | Ieper               | 1           | 42     |
| GB   | Ely                 | 1           | 41     |
| F    | Chartres            | 2           | 40     |
| CH   | Châtillon           | 2           | 38     |
| I    | Senigallia          | 2           | 37     |

| Platz | Land | Stadt               | Punkte | Bemerkung |
| ----- | ---- | ------------------- | ------ | --- |
| 1     | GB   | Ely                 | 43     | Am 12. September 1973 fand das Finale in Paris statt. Als Thema wurde die historische Geschichte der Kommunikation gewählt. Gespielt wurde am Port de La Bourdonnais, in der Nähe des Eiffelturms. In einem spannenden Wettkampf lagen Frankreich und Großbritannien vor dem letzten Spiel gleichauf. Chartres wurde dann Letzter und die Briten zogen an den Franzosen vorbei. Diese dann sogar noch Marburg an sich vorbeiziehen lassen mussten und sich mit dem Dritten Platz abfinden. Für Camillo Felgen war diese Veranstaltung die letzte als Moderator beim WDR. Es war seine insgesamt 125. Sendung seit 1965. |
| 2     | D    | Marburg an der Lahn | 41     | Am 12. September 1973 fand das Finale in Paris statt. Als Thema wurde die historische Geschichte der Kommunikation gewählt. Gespielt wurde am Port de La Bourdonnais, in der Nähe des Eiffelturms. In einem spannenden Wettkampf lagen Frankreich und Großbritannien vor dem letzten Spiel gleichauf. Chartres wurde dann Letzter und die Briten zogen an den Franzosen vorbei. Diese dann sogar noch Marburg an sich vorbeiziehen lassen mussten und sich mit dem Dritten Platz abfinden. Für Camillo Felgen war diese Veranstaltung die letzte als Moderator beim WDR. Es war seine insgesamt 125. Sendung seit 1965. |
| 3     | F    | Chartres            | 39     | Am 12. September 1973 fand das Finale in Paris statt. Als Thema wurde die historische Geschichte der Kommunikation gewählt. Gespielt wurde am Port de La Bourdonnais, in der Nähe des Eiffelturms. In einem spannenden Wettkampf lagen Frankreich und Großbritannien vor dem letzten Spiel gleichauf. Chartres wurde dann Letzter und die Briten zogen an den Franzosen vorbei. Diese dann sogar noch Marburg an sich vorbeiziehen lassen mussten und sich mit dem Dritten Platz abfinden. Für Camillo Felgen war diese Veranstaltung die letzte als Moderator beim WDR. Es war seine insgesamt 125. Sendung seit 1965. |
| 4     | I    | Senigallia          | 36     | Am 12. September 1973 fand das Finale in Paris statt. Als Thema wurde die historische Geschichte der Kommunikation gewählt. Gespielt wurde am Port de La Bourdonnais, in der Nähe des Eiffelturms. In einem spannenden Wettkampf lagen Frankreich und Großbritannien vor dem letzten Spiel gleichauf. Chartres wurde dann Letzter und die Briten zogen an den Franzosen vorbei. Diese dann sogar noch Marburg an sich vorbeiziehen lassen mussten und sich mit dem Dritten Platz abfinden. Für Camillo Felgen war diese Veranstaltung die letzte als Moderator beim WDR. Es war seine insgesamt 125. Sendung seit 1965. |
| 5     | B    | Ieper               | 32     | Am 12. September 1973 fand das Finale in Paris statt. Als Thema wurde die historische Geschichte der Kommunikation gewählt. Gespielt wurde am Port de La Bourdonnais, in der Nähe des Eiffelturms. In einem spannenden Wettkampf lagen Frankreich und Großbritannien vor dem letzten Spiel gleichauf. Chartres wurde dann Letzter und die Briten zogen an den Franzosen vorbei. Diese dann sogar noch Marburg an sich vorbeiziehen lassen mussten und sich mit dem Dritten Platz abfinden. Für Camillo Felgen war diese Veranstaltung die letzte als Moderator beim WDR. Es war seine insgesamt 125. Sendung seit 1965. |
| 6     | CH   | Châtillon           | 26     | Am 12. September 1973 fand das Finale in Paris statt. Als Thema wurde die historische Geschichte der Kommunikation gewählt. Gespielt wurde am Port de La Bourdonnais, in der Nähe des Eiffelturms. In einem spannenden Wettkampf lagen Frankreich und Großbritannien vor dem letzten Spiel gleichauf. Chartres wurde dann Letzter und die Briten zogen an den Franzosen vorbei. Diese dann sogar noch Marburg an sich vorbeiziehen lassen mussten und sich mit dem Dritten Platz abfinden. Für Camillo Felgen war diese Veranstaltung die letzte als Moderator beim WDR. Es war seine insgesamt 125. Sendung seit 1965. |
| 7     | NL   | Heusden-Altena      | 24     | Am 12. September 1973 fand das Finale in Paris statt. Als Thema wurde die historische Geschichte der Kommunikation gewählt. Gespielt wurde am Port de La Bourdonnais, in der Nähe des Eiffelturms. In einem spannenden Wettkampf lagen Frankreich und Großbritannien vor dem letzten Spiel gleichauf. Chartres wurde dann Letzter und die Briten zogen an den Franzosen vorbei. Diese dann sogar noch Marburg an sich vorbeiziehen lassen mussten und sich mit dem Dritten Platz abfinden. Für Camillo Felgen war diese Veranstaltung die letzte als Moderator beim WDR. Es war seine insgesamt 125. Sendung seit 1965. |

Im gesamten Jahr 1973 hat die Niederlande die meisten Punkte und die meisten Siege geholt. Auch war Heusden-Altona, gemeinsam mit Marburg, für die höchste erreichte Punktzahl zuständig. Aber im Finale landeten sie auf dem letzten Platz. Deutschland holte die meisten Podestplätze, davon zwei Siege. Die Franzosen lagen viermal auf dem letzten Platz und waren zweimal Zweiter und Dritter.
| # | Land                   | Gold | Silber | Bronze | Gesamtpunktzahl |
| - | ---------------------- | ---- | ------ | ------ | --------------- |
| 1 | Niederlande            | 3    | 1      | 0      | 294             |
| 2 | Deutschland            | 2    | 3      | 0      | 293             |
| 3 | Vereinigtes Königreich | 2    | 1      | 1      | 290             |
| 4 | Belgien                | 1    | 0      | 2      | 263             |
| 5 | Schweiz                | 0    | 1      | 2      | 257             |
| 6 | Italien                | 0    | 1      | 0      | 253             |
| 7 | Frankreich             | 0    | 2      | 2      | 252             |